# Aïda Garifúl·lina
Aïda Emílievna Garifúl·lina, rus: Аи́да Эми́левна Гарифу́ллина, transcrit habitualment com a Aida Garifullina, en tàtar: Аида Эмил кызы Гарифуллина, Aïda Emil kızı Garifúl·lina (30 de setembre de 1987, Kazan, República Socialista Soviètica Autònoma Tàrtara, RSFSR, URSS) és una cantant russa d'òpera (soprano). Artista honrada de la Federació Russa (2020), Artista honrada del Tatarstan (2013). Solista de l'Òpera de l'Estat de Viena.

## Biografia
Nasqué a Kazan en una família tàtara. Sa mare, Laília Ildàrovna, que exercia el càrrec de directora de cor, era directora del Centre de Música Contemporània Sofia Gubaidúlina. Des de la infància, va inculcar a la seva filla un amor per l'art musical acadèmic, va intentar donar suport professionalment a la seva formació com a cantant d'òpera i la va ensenyar a cantar.
Va estudiar música a l'Escola Superior de Música de Nuremberg, on es va establir el 2004. Va estudiar amb Siegfried Jerusalem i va estudiar a l'Acadèmia de Música i Arts Escèniques de Viena amb Claudia Visca, del 2007 al 2011.
El 2013 va actuar al Teatre Mariïnski amb Valeri Guérguiev a Les noces de Fígaro i va obtenir el primer premi al Concurs Operalia de Plácido Domingo.
Del 2013 al 2016, va interpretar diversos papers amb l'Òpera de l'Estat de Viena: Musetta (La Bohème), Susanna (Les noces de Fígaro), la princesa Eudòxia (La Juive), Elvira (L'italiana in Algeri), Adina (L'elisir d'amore), Zerlina (Don Giovanni), Norina (Don Pasquale). També actua a Sant Petersburg (Nataixa a Guerra i pau), Londres, Viena, Dresde, Salzburg i París (Le Concert de Paris sota la Torre Eiffel el 2016)
També el 2016, va interpretar el paper de Lily Pons a la pel·lícula Florence Foster Jenkins de Stephen Frears.
El 2017, va cantar el paper principal (Snegúrotxka) de La donzella de neu a l'Òpera de París. El novembre de 2017, Garifúl·lina va rebre la ciutadania austríaca.
La temporada 2017-2018 va debutar al Gran Teatre del Liceu de Barcelona amb l'òpera Roméo et Juliette de Charles Gounod.
El 14 de juny de 2018, cantà amb Robbie Williams, a la cerimònia d'obertura de la Copa del Món de Futbol.
El 14 de juliol de 2018, va participar en Le Concert de Paris al Camp de Mart durant les festes nacionals de França. L'endemà, 15 de juliol de 2018, va cantar en la cerimònia de clausura del Mundial.

## Repertori
- G. Donizetti — Don Pasquale, Norina
- G. Donizetti — L'elisir d'amore, Adina
- P. Eötvös — Tri sestri, Irina
- F. Halévy — La Juive, Princesa Eudòxia
- W. A. Mozart — Così fan tutte, Despina
- W. A. Mozart — Don Giovanni, Zerlina
- W. A. Mozart — Le nozze di Figaro, Susanna
- W. A. Mozart — Die Zauberflöte, Pamina
- S. S. Prokófiev — Guerra i pau, Nataixa Rostova
- G. Puccini — La bohème, Musetta
- N. A. Rimski-Kórsakov — El gall d'or, Reina de Xemakha
- G. Rossini — L'italiana in Algeri, Elvira
- G. Verdi — Un ballo in maschera, Oscar
- G. Verdi — Falstaff, Nannetta
- G. Verdi — Rigoletto, Gilda